# Noud van den Eerenbeemt
Noud van den Eerenbeemt (Zwolle, 21 augustus 1928 - Gent, 9 november 1997) was een Nederlandse auteur die in de jaren 60-90 enige bekendheid genoot in Nederland en België met zijn moderne visie op de esoterie, in het bijzonder hekserij (wicca), tarot en mythologie, en op verruimde inzichten als gevolg van het gebruik van psychedelica (hallucinogene middelen).
Van den Eerenbeemt trouwde op 17 februari 1955 met Ronny Vermeulen, met wie hij het kinderboek De kristallen bloem schreef.

## Handboek voor heksen
Het boek "Handboek voor heksen", dat iets ruwere pentekeningen bevat van Elsje Zwart, verhaalt op een vriendelijke en sfeervolle, bijna sprookjesachtige manier van allerlei zaken als geuren, kleuren, dromen, bloemen en magie. Diverse mythologische en Bijbelse figuren passeren daarbij de revue. Hier en daar vinden we een recept (om bijvoorbeeld zelf een bloemenparfum te maken) of aanwijzingen hoe je anders tegen de dingen aan kunt kijken. Met deze benadering heeft de schrijver destijds enige bekendheid in Nederland en België gekregen.
Vóór de komst van de boeken van Van den Eerenbeemt bestond er in de 'alternatieve wereld' een vrij geromantiseerd beeld over heksen. Van den Eerenbeemts Handboek voor heksen ondersteunde dat beeld. Van den Eerenbeemt geeft weinig inzicht in het "werkelijke" verschijnsel en van een handboek is geen sprake. De vraag 'Wat is hekserij?' wordt beantwoord op een manier waar de huidige internationale wicca- ofwel heksenbeweging niet gelukkig mee zal zijn.

## Prijzen
- 1955 - Literatuurprijs van de gemeente Hilvarenbeek

## Publicaties

### Esoterische non-fictie
- Handboek voor heksen
- Sleutel tot de tarot
- Het eenvoudig huisorakel
- Het Aquarius Boek
- Reizen over de regenboog
- Magie, een stichtelijk en vermakelijk toverboek voor iedereen
- Het boek der open baring, later herdrukt onder de titel: Bewust zijn in de nieuwe tijd
- Ontraadselde tekens (over runen)
- Uw eigen talisman (over runen)

### Fictie
- De kristallen bloem (1969); kinderboek, met Ronny van den Eerenbeemt
- September (1955)
- Drie dagen in de Leidsestraat
- De berenkuil
- Spel zonder winnaars

- Digitale Bibliotheek voor de Nederlandse Letteren: eere004
- International Standard Name Identifier: 0000 0000 2418 4503
- Library of Congress Control Number: n85146564
- Nederlandse Thesaurus van Auteursnamen: 07099482X
- RKD-Nederlands Instituut voor Kunstgeschiedenis: 126650
- Virtual International Authority File: 11282296
- WorldCat: E39PBJkD9J8xTvmC7GcdjtkVYP